# Ленинский (Зимовниковский район)
Ленинский — хутор в Зимовниковском районе Ростовской области. Административный центр Ленинского сельского поселения.
Население - 634 (2010)

## История
Предположительно основан начале XX века. Согласно данным всесоюзной переписи населения 1926 года хутор Ленинский относился к Зимовниковскому сельсовету Зимовниковского района Сальского округа Северо-Кавказского края, в хуторе проживало 325 жителей, из них украинцев - 321
Ленинский сельсовет образован в 1973 году в результате разукрупнения Зимовниковского поссовета

## География
Хутор расположен в пределах северной покатости Сальско-Манычской гряды Ергенинской возвышенности, относящейся к Восточно-Европейской равнине, на правом берегу реки Малая Куберле, на высоте 53 метра над уровнем моря. Рельеф местности равнинный, полого-увалистый. Почвы - тёмно-каштановые.
По автомобильной дороге расстояние до Ростова-на-Дону составляет 300 км, до ближайшего города Волгодонск - 61 км, до районного центра посёлка Зимовники - 6,7 км. Ближайший населённый пункт, хутор Николаевский, расположен на противоположном берегу реки Малая Куберле

### Климат
Климат умеренный континентальный (согласно классификации климатов Кёппена-Гейгера - Dfa). Среднегодовая температура воздуха положительная и составляет + 9,5 °C, средняя температура самого холодного месяца января - 4,8 °C, самого жаркого месяца июля + 23,9 °C. Расчётная многолетняя норма осадков - 402 мм. Наименьшее количество осадков выпадает в марте (27 мм), наибольшее в июне (45 мм) и декабре (43 мм).

### Улицы
- ул. Дачная
- ул. Мира
- ул. Огородная
- разъезд Веселый

Часовой пояс
Ленинский, как и вся Ростовская область, находится в часовой зоне МСК (московское время). Смещение применяемого времени относительно UTC составляет +3:00.

## Население
Динамика численности населения
| 1926 | 2002 |
| ---- | ---- |
| 325  | 609  |

| 2010 |
| ---- |
| 634  |